# Новый Суюш
Новый Суюш (баш. Яңы Сөйөш) — деревня в Кашкинском сельсовете Аскинского района Республики Башкортостан России.

## Население
| 2002 | 2009 | 2010 |
| ---- | ---- | ---- |
| 190  | ↘141 | ↘127 |

Согласно переписи 2002 года, преобладающая национальность — башкиры (99 %).

## Географическое положение
Расположена на севере республики на левом берегу реки Тюй напротив села Кашкино (центр сельсовета). Расстояние до:
- районного центра (Аскино): 42 км,
- ближайшей железнодорожной станции (Чернушка): 138 км.